# Ardennais (dialecte)
Pour les articles homonymes, voir Ardennais.
L'ardennais est un dialecte d'oïl traditionnellement parlé dans le département des Ardennes et dans une petite partie de la province de Namur, en Belgique. Il est le dialecte le plus au nord de la langue champenoise. 
À cause de cette situation géographique, il reçoit de nombreuses influences d'autres langues (francique, lorrain, wallon) et fait notamment transition avec la langue wallonne parlée plus au nord.

## Classification
L'ardennais, souvent appelé « patois ardennais », est un dialecte du champenois (une langue d'oïl) parlé dans les Ardennes françaises et une petite partie de l'Ardenne belge (grande commune de Vresse-sur-Semois), dans la province de Namur. Ses locuteurs sont nommés les ardennophones. 

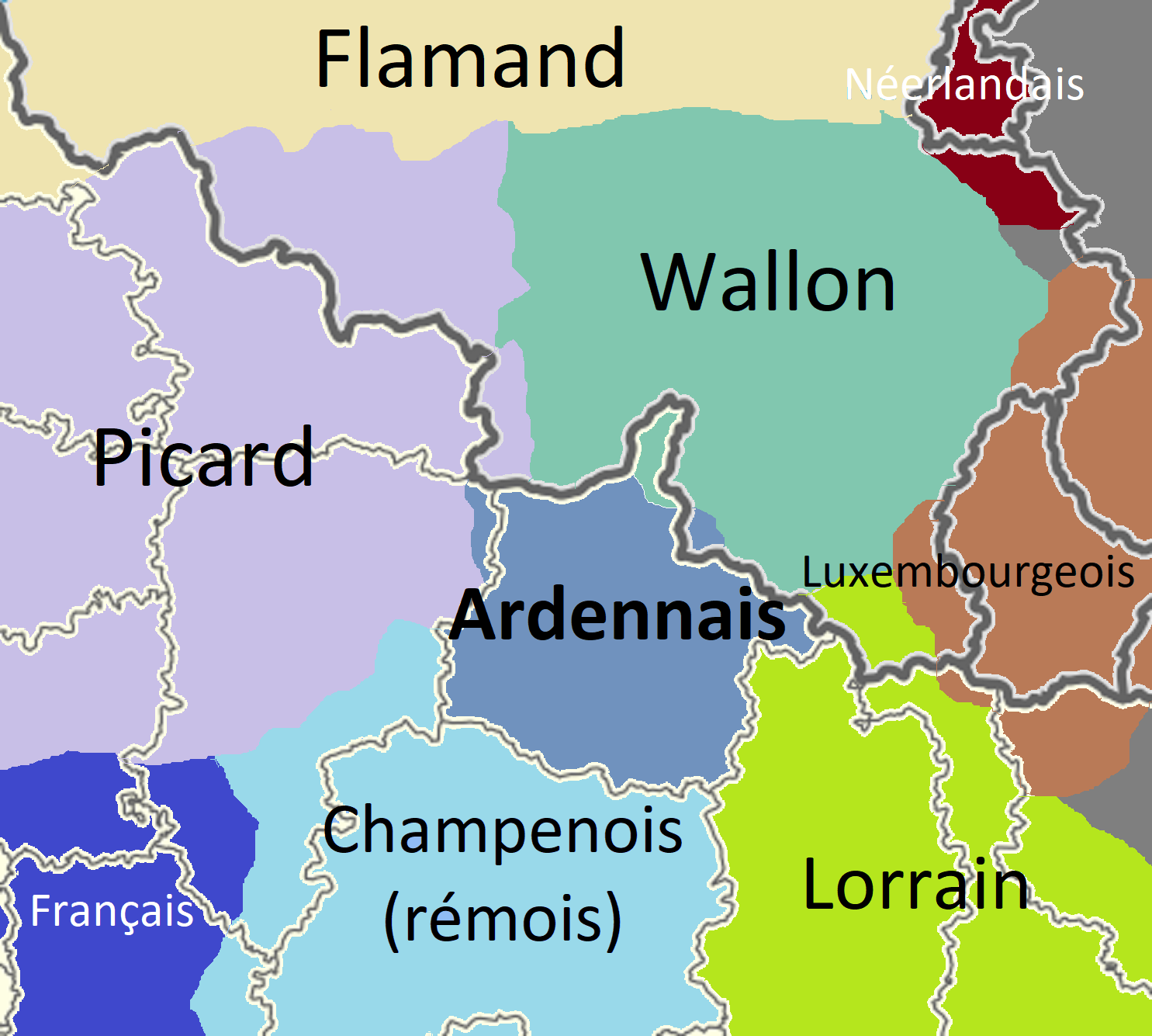
Environnement linguistique (langues voisines) de l'ardennais.

Par sa situation géographique de frontière, il est au cœur d'influences très diverses tant de langues romanes que de langues germaniques. Les Ardennes sont, en effet, entourées par la Belgique (Wallonie) au nord, le Luxembourg historique au nord-est, la Lorraine à l'Est, le Hainaut au nord-ouest, la Picardie à l'ouest et la Champagne au sud. L'Allemagne n'est pas loin non plus puisque la ville de Trèves est située à 100 km de la frontière ardennaise et 150 km de la ville de Sedan. 
Des influences de la langue picarde sont présentes dans l'ouest ardennais dans la région de la Thiérache. Le lorrain, notamment son dialecte gaumais (lorrain de Belgique) en envoie à l'Est. 
Le wallon est la principale langue qui influence le dialecte ardennais. Une bonne partie des Ardennes jusqu'aux portes de l'Argonne reçoit des influences linguistiques, notamment du vocabulaire, depuis la Wallonie qui enveloppe tout le nord du territoire des Ardennes.

### Un dialecte de transition

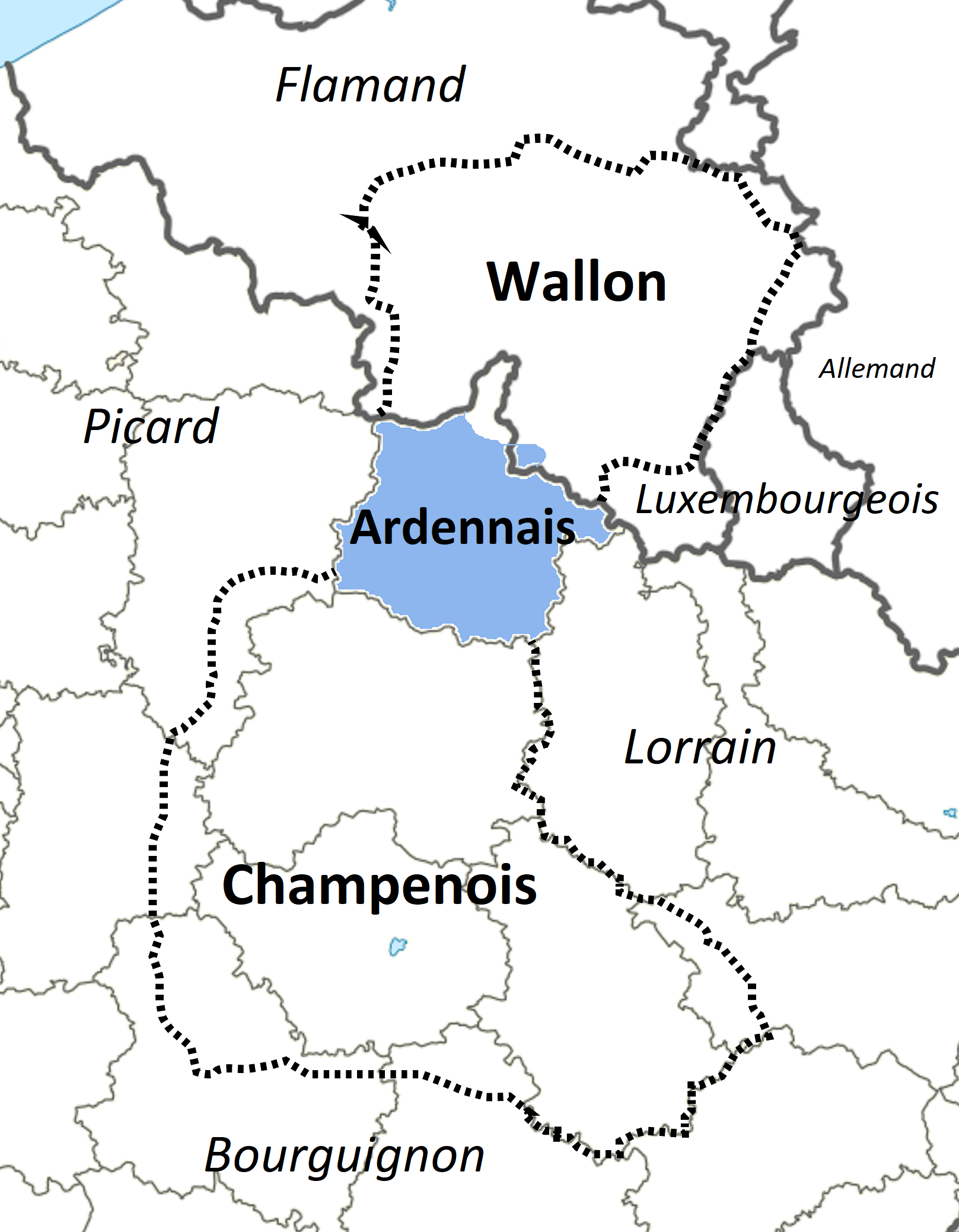
Position intermédiaire et de transition de l'ardennais entre le champenois et le wallon.

Il fait transition avec le wallon au nord, et dans une moindre mesure avec le lorrain, dont le gaumais belge, à l'est. 
Mais le dialecte ardennais fait surtout transition entre le champenois et la langue wallonne, parlée dès les localités de Revin et Hargnies.

### Influences germaniques
Au vu de sa proximité géographique avec la Belgique et le Luxembourg, il reçoit de très fortes influences de langues germaniques. La principale est celle du francique sous ses différentes formes. Parmi ces influences franciques se trouve celle du luxembourgeois parlé en Luxembourg mais aussi dans la région proche d'Arlon en Belgique (ex. « schloffer » pour « dormir »). Cette dernière se retrouve notamment dans le secteur des « Portes du Luxembourg ». Le flamand passe aussi, d'une manière moindre, en ardennais via le wallon qui en a repris des mots (ex. « wassingue » pour « serpilière »). 
Parmi les principales influences, la conservation en début de mot du « w » germanique et non sa transformation en « g / gu » comme en français. Exemple le nom germanique Waldilan donne l'ardennais Wadelin (ex. Wadelincourt) et non pas comme en français Gadelin. De même le germanique Warner latinisé en Warinus donne Warner (prononcé Warné) et non pas Guérin (ex. Warnécourt), etc. Selon le linguiste Charles Bruneau la phonologie (prononciation des mots) des parlers ardennais est fortement influencée par les langues germaniques. L'influence apparaît aussi fréquemment en toponymie. Par exemple, il existe des toponymes de type Willers (ex. Williers) proches de ceux qui existent en Alsace ou en Moselle.

## Littérature

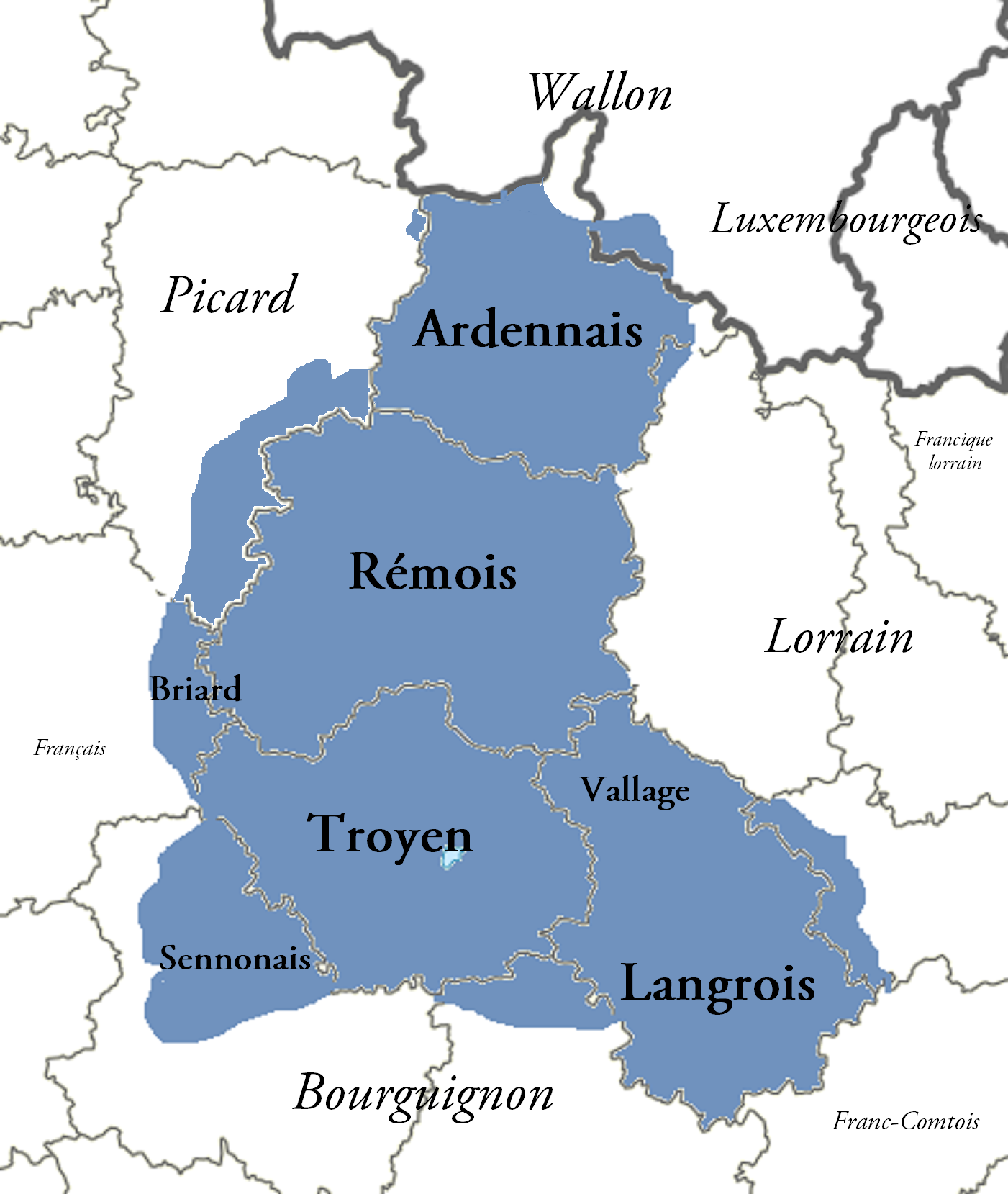
Les différents dialectes du champenois.

### Les trouvères (Moyen Âge)
Des auteurs d'expressions ardennaises existaient au Moyen Âge.
La Chanson des quatre fils Aymon, dont une bonne partie a pour toile de fond les Ardennes, a probablement pour origine initiale la région ardennaise.

### Chez les auteurs nationaux duXIXesiècle
Des auteurs de langue française connus comme Paul Verlaine mais surtout Arthur Rimbaud,, originaire des Ardennes et de Charleville-Mézières, ont inséré dans leurs textes des formules et termes originaires des Ardennes.

### Les auteurs ardennais aujourd'hui

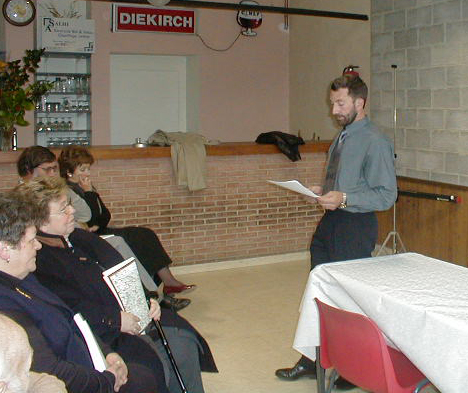
Nicolas Roger faisant une présentation à Sugny (Belgique) en 2000.

De nombreux auteurs ardennais défendent et promeuvent le parler ardennais. 
Lise Bésème-Pia originaire de Sécheval a écrit de nombreux livres sur la gastronomie ardennaise mais aussi des livres sur ce patois ardennais. Bernard Poplineau, de la région d'Haraucourt est à l'origine de nombreuses publications (ex. Vieux parler et chansons de nos grands-pères ardennais) tant sous forme de livres que de CD audios où sont enregistrées des chansons locales et traditionnelles. Gérard Avril est aussi une référence qui a écrit de nombreux livres sur les patois ardennais. 
C'est aussi le cas de Nicolas Roger dans la région de Sugny, en Belgique qui a produit un Lexique du parler champenois de Sugny. Yves Kretzmeyer est, quant à lui, un auteur de bande dessinées en ardennais de la région d'Angecourt (Histoires de dires et série Sacré Verrat d'Arthémise en cinq tomes) mais aussi un conteur.

## Lexique (exemples)
Quelques exemples de mots et termes ardennais, certains avec étymologies et origines, classés par ordre alphabétique :
- Beuquer : regarder. Dans le Sud du département,  beauquer.
- Bocque : bûche de Noël. Origine : du latin tardif « busca » qui vient directement du vieux francique « buska ».
- Boudine : nombril ou ventre. Origine : langues d'oïl du nord. Existe ailleurs en champenois mais aussi en picard et en wallon.
- cabe: une chèvre.
- carte: un cartable.
- Cliche : la poignée de porte. Origine : Du vieux francique « klinka » du même sens.
- Coco : un œuf.
- Dôye : l'orteil
- Dracher : pleuvoir à verse. Origine : du flamand ou francique « draschen ». Existe aussi en picard, lorrain et wallon.
- Echaudure : l'ortie
- El (prononcé « eul ») : Le. Origine : terme générique de langue d'oïl.
- El fi d'erbe : homme grand et maigre[18].
- S'empierger : s'empêtrer les pieds. Origine : Terme venant du rémois et utilisé dans le sud des Ardennes.
- Fagne : plateau boueux. Origine : du gaulois « uagna »[19].
- Flate : une bouse de vache.
- Etre gôyé : être repus
- Grawille : tisonnier.
- yauque : quelque chose / chose (« y'a yauque ! » : « il y a quelque chose »).
- Loque : la serpillière (aussi appelée wassingue)
- Marrou : un chat
- Marner : Parler.
- Mie : Pas (négation). Origine : du latin « mica » : « miette » au sens originel de « rien ».
- Mousine : le crachin.
- Péquet : Eau-de-vie[20].
- Rouéter : regarder (d'où l'expression "rouét' don !" = regarde ça !)
- Scoyi : Scier.
- Schlass : Couteau et être ivre. Origine : vient de l'alsacien schlaß.
- Schloffer : Dormir. Origine : vient du luxembourgeois « schlof » qui veut dire « dormir ».
- Spotchi : Marcher sur la pointe des pieds. Origine : du wallon « spotchî » : « écraser »[21].
- Taisches-tu don bien : va tu te taire ?
- Terme : Colline ou talus. Origine : peut-être du latin « terminus » pour « limite » ou peut-être de l'ancien wallon « tiêr » pour « borne »[22].
- Vôte : Sorte de pancake ardennais. Origine : du latin « voltare » : « faire tourner ». Mot qui existe aussi en wallon.
- Wache : une mare. Origine : mot probablement d'origine francique[23].
- Waiter : regarder. Origine : du vieux francique « Wahtôn ».
- Warder : Garder. Origine : du latin tardif (germanisé) « wardare » lui-même du germanique « Wardon ».
- Waspe : Guêpe.
- Wassingue : Serpillière. Origine : du flamand « wasshing » : « nettoyer » et passé aussi en picard et en wallon.

#### Articles
- Jean-Baptiste Baronian, « Le lexique ardennais de Rimbaud », Académie royale de langue et de littérature françaises de Belgique,‎ 2019 (lire en ligne).
- Jean-Pierre Chambon, « Régionalismes rimbaldiens ? », Parade sauvage, Paris, Éditions Classiques Garnier, vol. 5,‎ 1988, p. 20-27 (lire en ligne).
- Tatiana Retinskaya (Université d’État d’Orel Tourgueniev), « Acouplettes, boudine, margoulette et autres unités régionales pour brosser le portrait physique et stigmatiser autrui à l’ardennaise », Écho des études romanes, České Budějovice, Université de Bohême du Sud, vol. 17,‎ 2021, p. 19-27 (DOI 10.32725/eer.2021.002, résumé, lire en ligne).
- (ru) Tatiana Retinskaya, « Арденнский регионализм вчера и сегодня (на материале сборника рассказов Янни Юро «La Roue à chien») » [« Le régionalisme ardennais d'hier et d'aujourd'hui (d'après le recueil de nouvelles de Yanni Huro "La Roue à chien") »], Вестник Брянского государственного университета [Bulletin de l'Université d'État de Briansk], Briansk, Presses universitaires de Briansk,‎ 2017.
- (ru) Tatiana Retinskaya, « К ПРОБЛЕМЕ ИССЛЕДОВАНИЯ ВИТАЛЬНОСТИ РЕГИОНАЛЬНЫХ ЛЕКСЕМ (НА МАТЕРИАЛЕ АРДЕННСКОГО РЕГИОЛЕКТА) » [« Sur le problème d'étude de la vitalité des lexèmes régionaux (par la matière de la région ardennaise) »], ЯЗЫК. КУЛЬТУРА. КОММУНИКАЦИЯ: ИЗУЧЕНИЕ И ОБУЧЕНИЕ Материалы II Международной научно-практической конференции 10-11 октября 2017 года, г.Орёл [Langue. Culture. Communication et Apprentissage. Matériaux - II - Conférence Internationale Scientifique et Pratique 10-11 octobre 2017, Orel], Orel, Presses universitaires d'Orel,‎ 2017, p. 105-108 (lire en ligne).

#### Livres
- Avril Gérard, Mon patois ardennais en 12 leçons, Société des écrivains ardennais, Charleville-Mézières, 2019.
- Avril Gérard, Mon patois d'Ardenne en 40 histoires, Société des écrivains ardennais, Charleville-Mézières, 2010.
- Lise Bésème-Pia, Patois ardennais - L'ancien parler de chez nous, éditions Harlaut, Pomacle, 2018.
- Charles Bruneau, Étude phonétique des patois d’Ardenne, Thèse de doctorat, édition chez Librairie Ancienne H. Champion, 1913.
- Charles Bruneau, Enquête linguistique sur les patois d’Ardenne, tome I (1914) et tome II (1926).
- Roger Champenois, Sécheval. Des glageots aux wèbes, Charleville-Mézières, Éditions Terres Ardennaises, 2015.
- Jean-Pol Cordier, Dictionnaire de patois ardennais, Société des écrivains ardennais, Charleville-Mézières, 1988.
- Martine Descusses, Le patois ardennais de Gespunsart, Paris, Société d'études linguistiques et anthropologiques de France, 1986 (lire en ligne).
- Bernard Poplineau, Vieux parler et chansons de nos grands-pères ardennais : Mémoire du patrimoine oral ardennais, Paris, Éditions CPE, 2011 (ISBN 978-2-84503-936-0).
- Bernard Poplineau, Histoires et chansons populaires ardennaises, 2001.
- Richard Philippe, Macagno Gilles, Petit précis du patois ardennais à l'usage des Rémois et autres hardis voyageurs, éditions Traverse, 2005.
- Tatiana Retinskaya, Glossaire des régionalismes des œuvres des auteurs champenois et ardennais, Orel, Éditions de l'Université d'État d'Orel, 2019.
- Michel Tamine, Le parler des Ardennes, Éditions Bonneton, Chamalières, 2006, réédition en 2015.
- Michel Tamine, Essai de microtoponymie ardennaise à partir du vocabulaire topographique du canton de Nouzonville, Thèse de doctorat soutenue à Paris 13 en 1991 (dir. Jacques Chaurand).
- Vauchelet A., Tous les patois des Ardennes : vieux langages et vieilles choses, Société des écrivains ardennais, Charleville-Mézières, 1940.

#### Audiothèque
- Atlas sonore des langues régionales [champenois représenté par des locuteurs de sa variante ardennaise], CNRS, 2020.
- Ferdinand Brunot, Charles Bruneau, Enregistrements sonores des Ardennes[24], 1912, (en ligne sur Gallica).
- [Disque] Bernard Poplineau, Chants folkloriques ardennais, 1979.

#### Sitographie (ressources numériques)
- Page « Ardennais » sur le Linguasphere Observatory.
- L'Ardennais : « Jouez avec nous et testez vos connaissances en patois ardennais », 2019.